# Begonia andina
Begonia andina é uma espécie de Begonia.